# Beastly Boyz
Beastly Boyz es una película de televisión de terror homoerótica canadiense-estadounidense de 2006 dirigida por David DeCoteau. Fue la primera película que se estrenó en su sello Rapid Heart Extreme. La película ha sido proyectada en el canal de televisión LGBT Here TV. 

## Trama
Rachel, una hermosa joven artista, es asesinada en su apartada casa frente al lago por un grupo de asesinos desalmados. Su hermano Travis promete castigar a sus asesinos uno por uno, incluso si eso le cuesta su alma. Guiado por la voz fantasmal de su hermana que le ordena una venganza brutal, Travis persigue a cada uno de los asesinos y los castiga de forma espantosa. La conciencia de Travis lo alcanza, pero la voz de su hermana y otras circunstancias lo empujan a circunstancias mucho más horribles de las que ya se encuentra.